# Хен, Йехезкель
Йехезкель Хен (ивр. יחזקאל הן‎; род. 1882 год, Борислав, Австро-Венгрия — 4 апреля 1952 года, Израиль) — израильский политик и педагог, депутат кнессета 2-го созыва от партии МАПАЙ.

## Биография
Йехезкель Хен родился в еврейской семье в Бориславе, Австро-Венгрия (ныне Украина). Он получил религиозное образование, обучался на педагогических курсах в Гродно, а затем посещал педагогический семинар Тарбут.
Преподавал иврит в еврейских школах на территории Российской империи, а впоследствии Советской России, вплоть до закрытия еврейских школ Евсекцией.
В 1925 году Хен репатриировался на территорию Подмандатной Палестины, работал учителем и инспектором образовательных учреждений Гистадрута. Преподавал в Колледже имени Левински в Тель-Авиве.
Между 1944 и 1948 годами Хен был членом Собрания представителей Палестины от МАПАЙ. В 1951 году Йехезкель Хен был избран в кнессет 2-го созыва, где получил пост в комиссии по образованию и культуре.
4 апреля 1952 года Хен скончался, его пост в кнессете получила Рахель Цабари.